# Rulmentul Brașov

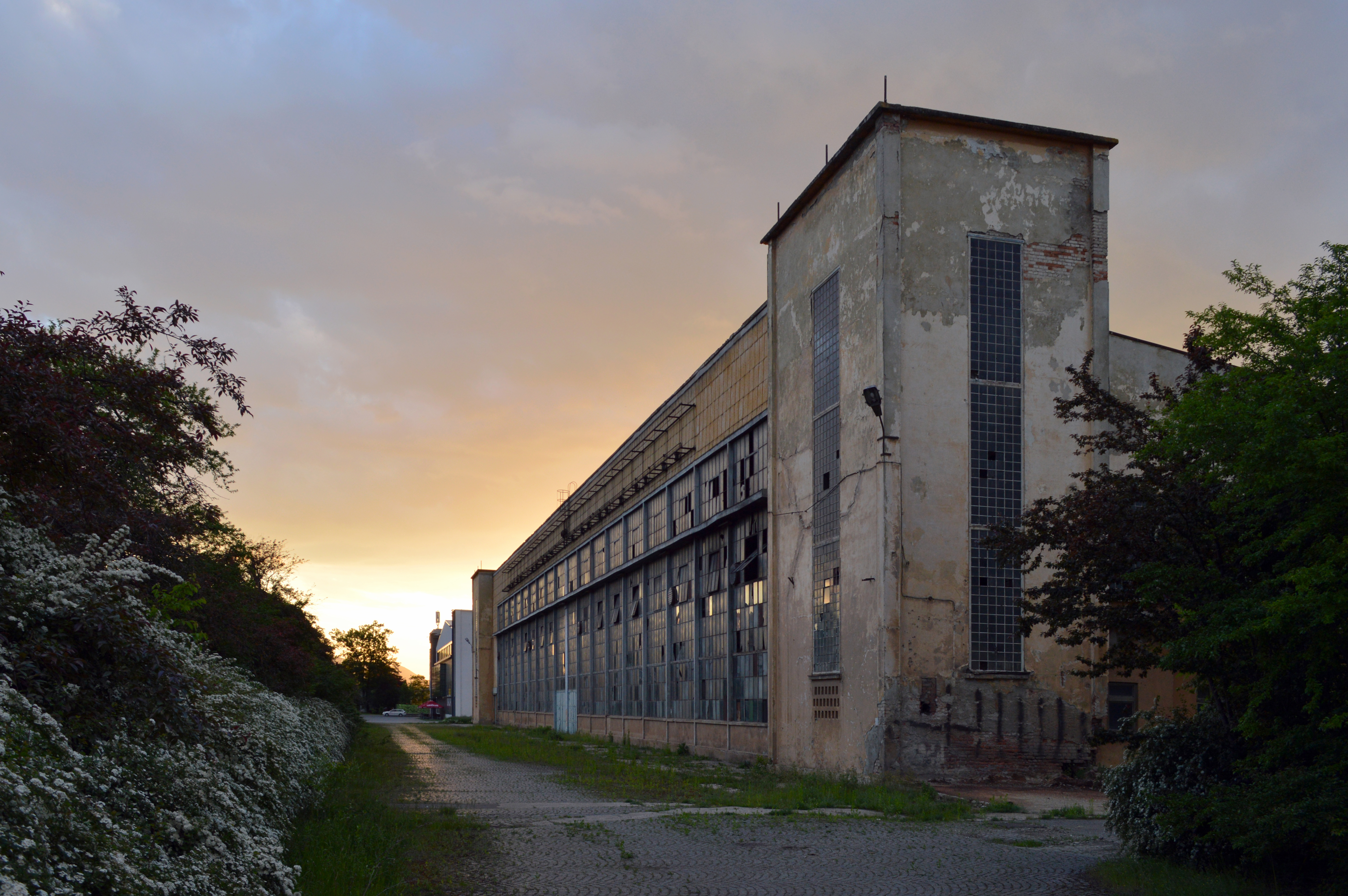
Amplasamentul fabricii abandonate Rulmentul din Tractorul, Brașov (2017)

Rulmentul Brașov a fost o companie de stat din România.
A fost cea mai veche și cea mai complexă fabrică din România, și producea lagăre, angrenaje și organe mecanice de transmisie.
În decembrie 2008 s-a încercat privatizarea companiei dar societatea care a cumpărat uzina, Tampa Resort, nu a achitat prețul de 35 de milioane de euro pe care s-a angajat să-l plătească, astfel încât privatizarea a fost anulată în martie 2009.
Aceasta a fost cea de a 13-a încercare de vânzare a uzinei de rulmenți.
În august 2009, pachetul de bunuri mobile ale societății a fost vândut unei firme din Brașov, deținută de un consorțiu de lichidatori, la prețul de 2,5 milioane de euro.